# Pasikurowice (przystanek kolejowy)
Pasikurowice (1945–1947 Pasterzowice, niem. Paschkerwitz) – przystanek kolejowy w Pasikurowicach, w województwie dolnośląskim, w Polsce.
Linia z Wrocławia Psie Pole do Trzebnicy została zamknięta w roku 1990, od tego czasu część torowiska została rozkradziona. W styczniu 2009 roku rozpoczęto remont torowiska i poprawę jego geometrii dla podniesienia prędkości. Począwszy od 20 września 2009 roku na trasie do Wrocławia Głównego zostały uruchomione kursy szynobusów.

## Ruch pasażerski
W roku 2017 przystanek obsługiwał 100–149 pasażerów na dobę, w roku 2022 50-99 pasażerów na dobę.